# Phascolion robertsoni
Phascolion robertsoni är en stjärnmaskart som beskrevs av Stephen och Robertson 1952. Phascolion robertsoni ingår i släktet Phascolion och familjen Phascoliidae. Inga underarter finns listade i Catalogue of Life.